# Tóvizi Petra
Füzi-Tóvizi Petra (Nyíregyháza, 1999. március 15. –) magyar junior világbajnok és felnőtt Európa-bajnoki bronzérmes kézilabdázó, beálló, a DVSC Schaeffler játékosa.

## Pályafutása

### Klubcsapatban
Kézilabda-pályafutását Debrecenben kezdte, miután családja kétéves korában a cívisvárosba költözött. A Debreceni Sportcentrum Sportiskola tehetségkutató programja által került a DVSC csapatához. Tizenhét éves korában mutatkozhatott be a felnőttek között, amikor a csapat addigi első számú beállója, Bobana Klikovac távozott a klubtól és Tone Tiselj az első csapat keretében vette számításba.
2017 márciusában írta alá első profi szerződését, majd Sirián Szederke sérülése után csapata első számú játékosa lett a posztján. 2018 februárjában új, ötéves szerződést írt alá a debreceni csapattal, amit aztán 2021 januárjában újabb két évvel, 2025-ig meghosszabbított. 

### A válogatottban
Tagja volt a 2018-as junior-világbajnokságon aranyérmet szerző magyar csapatnak. Kim Rasmussen nevezte a 2018-as Európa-bajnokság utazó keretbe. Tagja volt a 2019-es világbajnokságra utazó 18 fős keretnek, és a 2024-es párizsi olimpián 6. helyezett magyar csapatnak. A decemberi Európa-bajnokságon a magyar válogatott 12 év után újból bronzérmet szerzett a kontinenstornán, amelynek ő is tagja volt.